# Zenobia Powell Perry
Zenobia Powell Perry   (Boley, 3 d'octubre de 1908 - Xenia, 17 de gener de 2004) fou una compositora, professora i activista dels drets civils estatunidenca. Va ensenyar a diversos instituts i universitats històricament negres i va compondre en un estil que l'escriptora Jeannie Gayle Pool va anomenar "música amb melodies clares i clàssiques". El seu treball ha estat interpretat per la Cleveland Chamber Symphony, la Detroit Symphony i la West Virginia University Band and Orchestra.

## Biografia

### Primera vida i educació

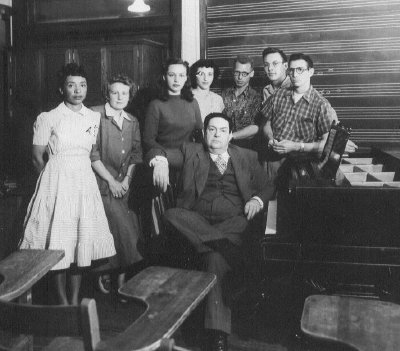
Perry amb estudiants i professors de música el 1949, inclosos Darius Milhaud i Martens. Perry és a l'esquerra.

Perry va néixer a la ciutat que abans era predominantment afroamericana de Boley, Oklahoma, filla d'un metge, el doctor Calvin B. Powell, i de Birdie Thompson Powell (que tenia unes certes arrels d'índia Creek). La seva família era ben educada i de classe mitjana. El seu avi, que havia estat un esclau, va cantar espirituals tradicionals de petit, que més tard van influir en l'obra de Perry.
Quan era nen, Perry va conèixer Booker T. Washington i va cantar per a ell a la seva aparició a Boley el 22 d'agost de 1915, i ell "va declarar que era una futura Tuskegegiana". Perry va prendre classes de piano quan era nena amb Mayme Jones, que havia estat ensenyada per Robert Nathaniel Dett. Perry va guanyar un concurs de piano el 1919. També va aprendre a tocar el violí de petita. Una de les seves influències musicals més importants, però, va venir de l'experiència d'escoltar Hazel Harrison en concert, després de la qual cosa va saber que volia estudiar música.
El 1925, Perry es va graduar a la Boley High School. El seu pare no va donar suport a la seva decisió d'estudiar música, però la seva mare sí, i la va enviar el 1929 a Omaha, Nebraska, per estudiar al Conservatori Cecil Berryman. Després del seu retorn a Boley, Dett va visitar la seva família per demanar-los que l'enviessin a l'Institut Hampton, on podria estudiar amb ell. No obstant això, poc després, Dett va deixar Hampton per a l'Eastman School of Music i Perry va decidir per si mateixa estudiar en privat amb Dett a Rochester, Nova York. Perry va estudiar amb Dett fins al maig de 1932.
El 1935, va anar a continuar els seus estudis a l'Institut Tuskegee i gràcies als contactes de la seva família a Washington i a la seva promesa d'estudiar educació i música, se li va permetre assistir. A Tuskegee va estudiar amb William L. Dawson que la va animar a compondre obres originals; ja estava preparant els arranjaments per al cor de l'Institut Tuskegee. Perry es va graduar el 1938.
Després de Tuskegee, Perry va passar a formar part d'un programa de formació de professors per a negres americans que va ser dirigit per Eleanor Roosevelt. Roosevelt es convertiria en mentora i amiga de Perry i fins i tot va ajudar a patrocinar els seus estudis de postgrau. El 1941, Perry va prendre classes al Colorado State Teachers College i va començar a ensenyar primer grau el 1942. El 1945, va rebre el seu màster en Arts al Colorado State College.
Va començar a escriure la seva pròpia música "seriosa" durant la dècada del 1950. De 1952 a 1954, Perry va treballar en el seu màster en música en composició a la Universitat de Wyoming, on va estudiar amb Allan Arthur Willman, Darius Milhaud i Charles Jones.

### Carrera
Perry va treballar com a professora durant gran part de la seva vida i va començar a compondre seriosament quan tenia quaranta anys. De 1941 a 1945, Perry va ensenyar mentre assistia al Colorado State Teachers College. Dos anys més tard, va ocupar una posició de professora a la Universitat d'Arkansas a Pine Bluff (UAPB), on va romandre fins al 1955. Durant els anys de 1949 i fins que va deixar la UAPB, Perry va fer una gira amb Kelton Lawrence com a duo de piano per tal de reclutar estudiants per a la UAPB.
De 1955 a 1982, va ser membre de la facultat i compositora resident a la Central State University, a Wilberforce, Ohio. Va continuar treballant com a voluntària "en nom de la comunitat afroamericana" després de retirar-se.
El 1998 va ser guardonada per la Universitat de Wyoming, guanyant el premi Arts and Sciences Outstanding Alumni Award (Premi d'Antics Alumnes destacats d'Arts i Ciències).

### Treballar

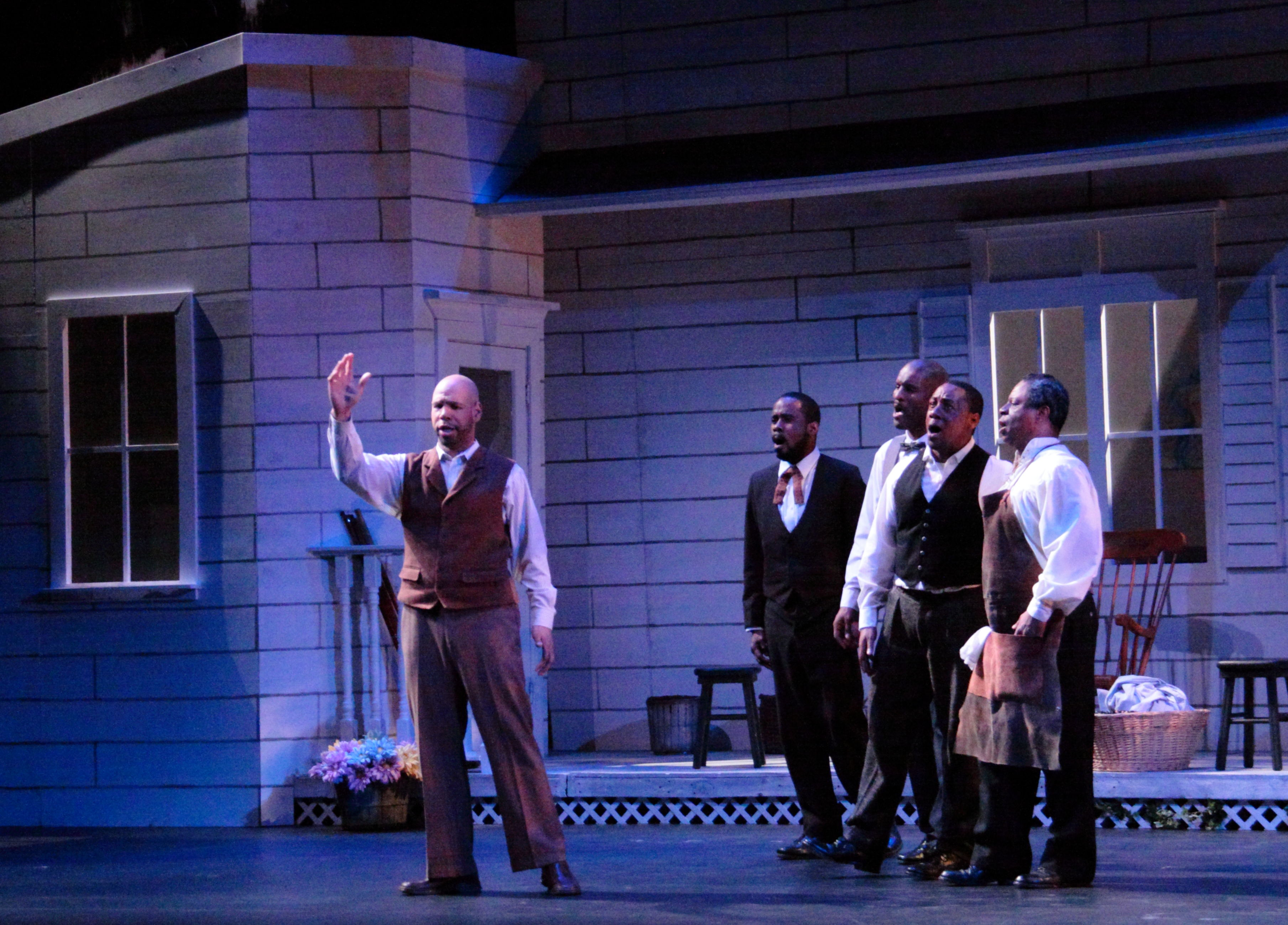
Escena d'una reestrena del 2014 de l'òpera Tawawa House, a Modesto, Califòrnia

La música de Perry és clàssica i "incorpora una dissonància contrapuntística, tonal i suau, amb certa influència del jazz i el folk". Va escriure una òpera, Tawawa House, interpretada per primera vegada el 1987 i també va escriure per a orquestra, bandes i va compondre una missa.

#### Fons personal
Els arxius de Zenobia Powell Perry es conserven al Center for Black Music Research del Columbia College de Chicago. La col·lecció es titula Zenobia Powell Perry Scores and Music Manuscripts. El conjunt de la col·lecció consta principalment de composicions originals i manuscrits produïdes per la mateixa Powell.

### Vida personal
El 1932, Zenobia Powell es va casar amb el violinista "King" Earl Gaynor. Mentre estava embarassada, Gaynor la va deixar i Perry va haver de criar el seu fill sola. Més tard es van divorciar, el 1933. El seu fill, Lemuel, va morir el 1944 als 11 anys d'una apendicitis, quan l'apèndix es va trencar. El 1941, Perry es va casar amb Jimmie Rogers Perry i van tenir una filla, Janis, el 1943. Perry es va divorciar de nou quan la seva filla era encara jove. Perry va criar la seva filla sola mentre treballava fent els seus estudis superiors i també mentre treballava com a professora.
El 1962, es va unir a l'Associació Nacional per a l'Avenç de les Persones de Color (NAACP) per ajudar en la lluita pels drets civils. El 1989 li van diagnosticar i tractar un càncer de mama, i la seva salut es va deteriorar fins a la seva mort.

## Palmarès
Els seus honors més importants inclouen:
- 1999 Premi Dona de l'Any, Paul Laurence Dunbar House State Memorial, Dayton, Ohio.[5]
- 2002 Membre de la Societat Americana de Compositors, Autors i Editors.[11]
- 2003 Premi Elizabeth Mathias Arxivat 2015-07-05 a Wayback Machine. de la fraternitat de músics professionals Mu Phi Epsilon.[8]

Premis d'institucions d'Ohio pels seus èxits vitals i contribucions a la cultura d'Ohio:
- 1987 Honorada pel servei distingit a Ohio en el camp de la música a l'Associació de Biblioteques d'Ohio.
- 1988 Homenatge per l'Organització Nacional de Dones d'Ohio al banquet de Columbus, com a part de la seva segona celebració anual.
- 1991 Incorporada al Saló de la Fama de les Dones del Comtat de Greene [Ohio].
- 1993 Incorporada al Saló de la Fama de la Gent Gran d'Ohio
- 1998 Nomenada com una de les Dones Top Ten el 1998 pel Dayton Daily News.
- 1999 Premi Dona de l'Any, Paul Laurence Dunbar House State Memorial, Dayton, Ohio.
- 2000 Nomenada Ciutadana Gran Destacada de l'Any 2000 del Comtat de Green, Ohio.
- 2002 Cultural Arts Award per contribucions destacades en l'àmbit de l'educació musical, National Afro-American Museum, Wilberforce, Ohio.